# Tentația
Tentația este al șaselea roman din seria Casa Nopții al autoarei P.C. Cast și al fiicei sale, Kristin Cast. Cartea a fost tradusă și publicată de editura Litera.
Secrete întunecate și suspiciuni nemărturisite amenință prietenia dintre Zoey și Stevie Rae. Neliniștită de legătura ei profundă cu A-ya, fecioara plăsmuită odinioară de femeile cherokee pentru a-l seduce pe maleficul Kalona, Zoey se luptă să-și înfrângă dorința de a-l iubi pe frumosul înger căzut, când acesta încearcă în fel și chip să o prindă în mrejele sale.

## Rezumat

### Zoey
Dupǎ victoria de la mǎnǎstire, Zoey își adunǎ aliații și începe sǎ-i organizeze, cu ajutorul lui Stevie Rae. Între bunica ei și îngrijirea lui Stark aceasta e stresatǎ și obosită când Erik o gǎsește și cei doi se ceartă în urma cǎreia Zoey îl pǎrǎsește. În noaptea aceea are un alt vis cu Kalona, concomitent cu Afrodita, care 

Prima ediţie în limba românǎ

primește o viziune care întrunește elemente din visul lui Zoey. Alertat de emoțiile lui Zoey, Stark urcǎ pânǎ în camera ei și rămâne cu ea, pentru a o pǎzi de viitoare intruziuni. Afrodita pleacǎ, și merge la Darius, unde are o revelație și își dǎ seama cǎ-l iubește. Acesta îi oferǎ Jurǎmântul sǎu de Rǎzboinic. A doua zi Erik apare alǎturi de Venus pentru a-i face în sâc lui Zoey.
Novicii pleacǎ la Casa Nopții, unde atmosfera este încă încărcată din cauza influenței lui Kalona și a relației dintre Zoey, Heath și Stark. Când înmormântarea se termină Zoey și grupul ei se adună pentru a hotărî un plan. Jack îl localizează pe Kalona în Veneția împreună cu Neferet, urmărind zvonurile de pe Twitter, pe insula San Clemente, la Consiliul Vampirilor. Ei hotărăsc să-i urmărească acolo, dar Stevie Rae rămâne, ca să încerce să vorbească cu ceilalți novici roșii. Zoey are un nou vis cu Kalona și acesta îi arată trecutul lui, într-un efort de a o sensibiliza, și-i promite să lase Întunericul dacă-l va accepta.
Zoey și prietenii ei ajung în Veneția, unde Consiliul o acceptă oficial pe Afrodita drept Clarvăzătoare a lui Nyx, dar ezită să accepte adevărul despre Neferet, care pretinde că este reîncarnarea lui Nyx, și Kalona. Heath se ceartă cu Zoey din cauza lui Stark și pleacă să se plimbe, și se întâmplă să audă o conversație între Neferet și Kalona. Acesta admite că o mințise pe Zoey, dar, după plecarea lui Neferet, îl găsește și ucide pe Heath, ca să nu poată vorbi cu Zoey. Acesta folosește Legătura ca să o cheme și aceasta ajunge la timp ca să-l vadă pe Kalona și să-l atace cu Spirit, dar nu îndeajuns de repede ca să-l salveze pe Heath. Sufletul ei este sfâșiat de durere și pleacă în Lumea de dincolo, lăsându-i corpul fără tatuaje.

### Stevie Rae
Stevie Rae îl gǎsește pe Imitatorul de Corbi Rephaim rănit grav și îl salveazǎ. Ulterior aceasta își justifică acțiunile spunându-și cǎ în ciuda aparențelor acesta era prea uman. Stevie Rae îi leagǎ rǎnile și-l trimite prin tunele cǎtre ceilalți novici roșii. Înapoi la Casa Nopții, aceasta află că Rephaim a omorât-o pe Anastasia Lankford.
Aceștia îl prind și-l folosesc ca momealǎ pentru Stevie Rae pe care o prind într-o cușcă pe acoperiș. Rephaim o apără de soare îndeajuns de mult cât să-i dea timp să scape și să-i îngroape într-o găoace în pământ. Observând că e rănită grav îi oferă sângele lui de nemuritor și între ei se creează accidental o Legătură, ceea ce distruge Legǎtura lui Stevie Rae cu Afrodita. Alertați de Afrodita, care intrase în convulsii, Erik și Dragon o gǎsesc și o salveazǎ pe Stevie Rae. Cu ultima fǎrâmǎ de putere aceasta protejeazǎ pe Rephaim ca ceilalți sǎ nu-l vadǎ.

## Personaje
| - Zoey Redbird - Dragon - Nyx - Erik Night - Stevie Rae - Neferet - Heath Luck - Afrodita | - Kalona - Sylvia Redbird - Erin Bates - Shaunee Cole - Damien - Stark - Jack Twist - Rephaim |

## Recepție
Cartea a fost bine primitǎ de cititori, obținând un scor de 4.02/5 pe baza a 31,271 punctaje pe Goodreads. În 2010 cartea a câștigat RT Reviewers' Choice Award Nominee for Best Young Adult Paranormal/Fantasy Novel.